# Le astuzie femminili
Le astuzie femminili (deutsche Titel: Weiberlist, Die weiblichen Listen oder Die weiblichen Ränke) ist eine Opera buffa (Originalbezeichnung: „Commedia per musica“) in zwei Akten von Domenico Cimarosa (Musik) mit einem Libretto von Giuseppe Palomba. Die Uraufführung fand am 26. August 1794 im Teatro dei Fiorentini in Neapel statt.

## Handlung

### Kurzfassung
Erster Akt. Die Waise Bellina lebt bei ihrem Vormund Don Romualdo. Der informiert sie über eine testamentarische Verfügung ihres Vaters, dass sie nur dann ihr Erbe erhalten kann, wenn sie den neapolitanischen Kaufmann Don Gianpaolo zum Mann nimmt. Bellina liebt allerdings den armen Kaufmannsdiener Filandro und will auf keinen Fall den Neapolitaner heiraten. Sie findet Unterstützung bei ihrer Freundin Ersilia und bei der Haushälterin Leonora. Auch Don Romualdo möchte ihre Ehe mit Gianpaolo unterbinden, da er selbst ein Auge auf sie und ihr Erbe geworfen hat. Als Gianpaolo eintrifft, behandeln ihn zunächst alle sehr abfällig. Da ihn dies nicht abschreckt, informiert ihn Leonora über seine Rivalen Filandro und Romualdo. Auch das entmutigt Gianpaolo nicht. Er spielt die beiden so sehr gegeneinander aus, dass es beinahe zu einem Duell kommt. Bellina und Leonora können es nur mit Mühe verhindern. Filandro zweifelt an Bellinas Treue. Sie versöhnt ihn mit dem Vorschlag, Gianpaolo mit Leonora zu vereinen, der sie die Hälfte ihres Erbes überlassen würde. Dasselbe Angebot unterbreiten sie auch Ersilia. Gianpaolo lehnt jedoch beide Frauen ab. Wenig später entdeckt Gianpaolo Bellina und Filandro bei einem Stelldichein im Garten und geht mit der Flinte auf sie los. Bellina erklärt sich erschrocken mit einer sofortigen Hochzeit einverstanden. Sie lockt Gianpaolo in ein Landhaus, in dem sich bereits Leonora aufhält. Diese ruft laut um Hilfe und bezichtigt Gianpaolo, sie überfallen zu haben. Dadurch hat er seine Ansprüche auf Bellina verwirkt. Alle lachen ihn aus, denn aufgrund der vielen Augenzeugen hätte er in einem Prozess keine Chance.
Zweiter Akt. Trotz aller Warnungen will Gianpaolo seine Ansprüche vor Gericht durchsetzen. Bellina und Filandro verlieren allmählich die Hoffnung. Leonora hat jedoch unterdessen von einem befreundeten General Soldaten-Uniformen und Personal erhalten, um einen letzten Plan umzusetzen. Als Rittmeister verkleidet verlangt Filandro von Romualdo und Gianpaolo die Auslieferung Bellinas, die ihm die Ehe versprochen habe, aber mit einem mutmaßlichen Mädchenräuber namens Filandro durchgebrannt sei. Letzteren habe er verhaften lassen, doch Bellina sei in dieses Haus geflüchtet. Kurz darauf erscheint die als Husarin verkleidete Bellina und fordert die Auslieferung des Rittmeisters, der sie mit einer gewissen Bellina betrogen habe. Da beide drohen, das Haus zu verwüsten, schlagen Romualdo und Gianpaolo vor, das Paar zur Versöhnung schnellstmöglich miteinander zu vermählen. Das militärische Brautpaar lädt alle zu einem abendlichen Ball im Garten ein. Dort geben sich Bellina und Filandro zu erkennen und verkünden ihre Verlobung. Romualdo und Gianpaolo haben das Nachsehen. Während Gianpaolo seine Ansprüche auf die Erbschaft aufgeben muss, kann sich Romualdo zumindest mit Leonora trösten, die ihn schon lange liebte.

### Erster Akt
Vorhalle mit kleinem Tisch und Stühlen
Szene 1. Don Romualdo teilt seinem Mündel Bellina mit, dass sie laut Testament nur dann das reiche Erbe ihres verstorbenen Vaters erhält, wenn sie den neapolitanischen Kaufmann Don Gianpaolo heiratet, dem sich ihr Vater verpflichtet fühlte (Quartett: „Io ho già letto“). Bellina will sich zusammen mit ihrem Geliebten Filandro und ihrer Freundin Ersilia einen Plan überlegen, dies zu umgehen. Sie hat erfahren, dass Gianpaolo nach einer Handelsreise in die Levante wieder in Rom lebt und sich jetzt als Soldat kleidet. Ersilia weiß, dass es sich um einen oberflächlichen Prahler handelt, den sie leicht austricksen können. Bellina macht dem zweifelnden Filandro Hoffnung (Duett Ersilia/Bellina: „Non più, non più lusinghe“).
Szene 2. Ersilia meldet Bellina, dass ein Fremder eingetroffen sei, der sie sprechen wolle.
Prächtige Galerie mit Türen
Szene 3. Während Gianpaolo auf Ersilia wartet, überlegt er sich, dass es keine Rolle spielt, ob sie ihm gefällt. Ihm geht es nur um die Mitgift (Arie und Quartett: „Son curioso di vedere“). Nacheinander treffen erst Ersilia und dann Don Romualdo mit der Haushälterin Leonora ein, die ihn recht unhöflich empfangen. Gianpaolo glaubt, in Don Romualdo einen Krankenpfleger zu erkennen, dem er einst in einem Spital in Neapel begegnet ist, wo er selbst als Apotheker arbeitete. Er zieht sich wütend zurück.
Szene 4. Bellina, Filandro, Ersilia und Don Romualdo unterhalten sich abfällig über Gianpaolo. Filandro könnte es nicht ertragen, wenn er Bellina heiratete.
Szene 5. Gianpaolo konfrontiert Romualdo mit ihrer Begegnung in Neapel. Der bezeichnet sich jetzt als Doktor der Rechte. Gianpaolo hingegen behauptet, er sei in Indien Feldmarschall des Großmoguls geworden und habe diesen Titel nach seiner Rückkehr behalten können. Jetzt will er seinen Anspruch auf Bellina einlösen. Diese neckt ihn damit, dass sie ihn gerne heiraten würde, wenn er kurz danach das Zeitliche segnete. Sie wolle nämlich in der Blüte ihrer Jahre Witwe werden (Bellina: „Son allegra, e son contenta“).
Szene 6. Leonora erzählt Gianpaolo, dass Don Romualdo ihr die Ehe versprochen habe, die Hochzeit aber immer wieder aufschiebe, weil er eigentlich Bellina liebe und auch deren Erbschaft für sich haben wolle. Er könne Romualdo daher nicht trauen. Außerdem sei auch Filandro sein Rivale bei Bellina. Gianpaolo sieht darin kein Problem.
Szene 7. Gianpaolo erzählt Filandro, dass Bellina bereits heimlich mit ihrem Vormund Don Romualdo verlobt sei. Letzterem wiederum teilt er mit, dass sie ein Verhältnis mit Filandro habe. Er gibt Filandro einen Dolch, Romualdo eine Pistole und verspricht beiden seine Unterstützung beim Duell (Quintett: „Cadrai per questo ferro“).
Szene 8. Bellina und Leonora gelingt es mühsam, die Streithähne voneinander zu trennen. Filandro und Romualdo beschimpfen Bellina als treulos.
Zimmer 
Szene 9. Ersilia und Leonora sehen schwarz für Bellina. Leonora will einen benachbarten General um Hilfe bitten, mit dem sie befreundet ist. Romualdo erzählt Ersilia, dass Bellinas Verlobung mit Gianpaolo gelöst wurde und die Angelegenheit gerichtlich geklärt werden müsse. Ersilia meint, dass die Liebe eine Gefahr für die Freiheit darstelle (Arie: „D’amor la face“).
Szene 10. Bellina versichert Filandro, dass sie ihm treu geblieben sei. Um dies zu beweisen, will sie Leonora mit Gianpaolo verkuppeln und ihr die Hälfte ihrer Erbschaft als Mitgift überlassen. Filandro schlägt vor, Ersilia denselben Vorschlag zu unterbreiten.
Szene 11. Sowohl Leonora als auch Ersilia erklären sich mit dem Plan einverstanden. Auch Gianpaolo ist bereit, sich die beiden Mädchen anzusehen. Leonora gefällt ihm aber nicht besonders und Ersilia ist ihm zu kokett. Er bittet verwirrt um Bedenkzeit.
Hübscher Garten; darin ein einsames Landhaus mit Loggien und beweglichen Türen
Szene 12. Don Romualdo droht Gianpaolo mit einem Gerichtsprozess, sollte er nicht endgültig auf Bellina verzichten. Die beiden streiten heftig miteinander.
Szene 13. Filandro und Bellina finden wieder zueinander und genießen ihre Liebe (Duett: „Qui dolcemente spira“).
Szene 14. Leonora und Ersilia warnen das Paar vor dem wütenden Gianpaolo (Quartett: „Vi vengo a dire“). Alle geraten in Panik.
Szene 15. Gianpaolo schleicht sich mit einer Flinte bewaffnet an das Paar heran (Duett: „Zitto, zitto e chiotto, chiotto“). Angsterfüllt verspricht Bellina ihm, den Ehevertrag umgehend einzulösen. Sie geht mit Gianpaolo ins Haus, verlässt es aber sofort auf der anderen Seite wieder.
Szene 16. Leonora kommt hilferufend aus dem Zimmer und beschuldigt Gianpaolo, sie überfallen zu haben (Sextett: „Gente… gente… aita… aita!…“). Filandro und Romualdo erkennen sofort, dass es sich um eine von Bellina eingefädelte List handelt. Gianpaolo hat dadurch seine Ansprüche auf sie verwirkt. Niemand interessiert sich für seine Erklärungen und Drohungen, denn bei so vielen Augenzeugen hat er vor Gericht keine Chance.

### Zweiter Akt
Zimmer
Szene 1. Leonora warnt Romualdo davor, tatsächlich einen Prozess zu beginnen. Ein solcher könnte ihren Ruf beschädigen. Romualdo vermutet, dass sie insgeheim mit dem Neapolitaner im Einverständnis steht. Unter solchen Umständen wird sie ihn, Romualdo, nie für eine Ehe mit ihr gewinnen können (Terzett: „Declaro/Reclamo e mi protesto“).
Szene 2. Don Romualdo versichert Gianpaolo, dass er einen Prozess mit Sicherheit gewinnen werde (Arie: „Io son dottor di legge“).
Szene 3. Bellina und Filandro hören mit an, wie Gianpaolo den Entschluss fasst, einen Rechtsexperten hinzuzuziehen. Die beiden verzweifeln darüber so sehr, dass Filandro in den Krieg ziehen und Bellina den Rest ihrer Tage im Kloster verbringen will. Nur ihre Liebe füreinander hält sie davon ab (Duett Bellina/Filandro: „Un palpito atroce“).
Szene 4. Leonora hat sich inzwischen an den befreundeten General gewandt, der ihnen Soldatenkleidung und Personal zur Verfügung stellen wird. Deren Auftritt soll die Einwilligung Gianpaolos und Romualdos zur Verbindung des Paares bewirken.
Vorhalle
Szene 5. Romualdo versucht, Gianpaolo zu einer finanziellen Einigung zu bewegen, als Leonora erscheint und den beiden mitteilt, dass Bellina und Filandro geflohen seien.
Szene 6. Ersilia warnt Romualdo und Gianpaolo vor einem grimmigen Offizier und Soldaten. Wenig später erscheint der als Rittmeister verkleidete Filandro und droht damit, das ganze Haus zu verwüsten, wenn man ihm nicht sofort Bellina ausliefere. Er habe sie diesen Abend heiraten wollen, doch sie sei mit Filandro, einem mutmaßlichen Mädchenräuber, durchgebrannt. Diesen habe er bereits festnehmen können. Bellina hingegen habe man in dieses Haus fliehen sehen (Arie: „Junfre pessime priccone“). Er schickt die Soldaten hinein, um alles rücksichtslos zu durchsuchen.
Szene 7. Das Spiel wiederholt sich, als Leonora eine Husarin mit ihren Leuten ankündigt. Dieses Mal ist es die verkleidete Bellina, die angeblich auf der Suche nach ihrem treulosen Geliebten, dem Rittmeister, ist (Arie: „Ah! mainer crudel furfante…“). Dessen Mädchen, Bellina, habe sie in ihr Haus gesperrt. Anschließend habe sie, um es dem Rittmeister heimzuzahlen, mit Filandro geflirtet, den der Rittmeister daraufhin verhaften ließ. Sie verlangt dessen Auslieferung. Romualdo und Gianpaolo sind dazu bereit, sofern sie ihnen Bellina übergibt. Sie versprechen, die beiden miteinander auszusöhnen.
Szene 8. Der verkleidete Filandro beschimpft Bellina und fordert sie zum Kampf heraus (Quartett: „To qui, perfida!“). Bellina fleht Romualdo und Gianpaolo an, ihr beizustehen. Die beiden schlagen vor, das Paar unverzüglich miteinander zu vermählen und somit zu versöhnen. Sie selbst wollen als Trauzeugen fungieren.
Zimmer
Szene 9. Gianpaolo will Bellina jetzt doch wieder heiraten und verlangt von Romualdo die Freigabe des Testaments. Ersilia und Leonora unterbrechen das Gespräch, um die beiden in den Garten zu laden, wo das soldatische Brautpaar einen Ball geben will. Dort soll auch Bellina ihrem Bräutigam ausgeliefert werden. Gianpaolo rät Romualdo, sich mit Leonora abzufinden, da es sich nicht schicke, wenn ein alter Mann ein junges Mädchen heirate (Arie: „Le ragazze che son di vent’anni“).
Nacht; erleuchtete vornehme Villa
Szene 10 „ultima“. Nachdem sich alle im Garten versammelt haben (Finale: „Signori padroni“), legen Bellina und Filandro ihre Verkleidung ab und geben sich den anderen als frisch Verlobte zu erkennen. Die anderen müssen sich fügen. Gianpaolo verzichtet auf die Erbschaft, und Romualdo reicht Leonora seine Hand. Alle feiern den guten Ausgang mit einem russischen Tanz.

## Gestaltung

### Libretto und Musik
Cimarosas Le astuzie femminili folgt der Tradition der neapolitanischen Opera buffa. Typisch sind der durchgehend Neapolitanisch sprechende Gianpaolo und das gebrochene Deutsch der vermeintlichen ausländischen Soldaten. Das Libretto ist von lebendigen und naturalistischen Ausdrücken geprägt und enthält reichlich Slapstick- und Verkleidungsszenen. Der Handlungsverlauf ist allerdings nur wenig stringent. Es handelt sich eher um eine Abfolge von abwechslungsreichen publikumswirksamen Szenen. Größere Zusammenhänge ergeben sich dadurch, dass Cimarosa in seiner Vertonung mehrere Szenen musikalisch zusammenfasste.
Die Musik ist überwiegend buffoesk. Lediglich das Liebespaar Bellina/Filandro hat auch lyrische Momente wie das Duett „Un palpito atroce“ (II:3). Die Musik benötigt ein großes Orchester, in dem die Streicher meist entweder die Melodie tragen oder die Sänger begleitend unterstützen. Im Finale des ersten Akts gibt es Abschnitte, in denen Streicher und Bläser alternierend spielen. Das von Filandro zuerst allein angestimmte Liebesduett „Qui dolcemente spira“ (I:13) wird von einer Solo-Klarinette begleitet. Eine Besonderheit ist der russische Volkstanz am Ende der Oper.

### Orchester
Die Orchesterbesetzung der Oper umfasst die folgenden Instrumente:
- Holzbläser: Flöte, zwei Oboen, zwei Klarinetten, zwei Fagotte
- Blechbläser: zwei Hörner, zwei Trompeten
- Streicher
- Basso continuo

### Musiknummern
Der 1874 in Mailand herausgegebene vieraktige Klavierauszug enthält die folgenden Musiknummern:
- Sinfonia (Largo)

Erster Akt
- Nr. 1. Introduktion – Quartett: „Io ho già letto“ (Allegro con brio)
- Nr. 2. Szene und Duett: „Non più, non più lusinghe“ (Allegro)
- Nr. 3. Arie und Quartett: „Son curioso di vedere“ (Andantino)
- Nr. 4. Arie: „Sono allegra, son contenta“ (Andante grazioso)
- Nr. 5. Quintett: „Cadrai per questo ferro“ (Adagio)

Zweiter Akt
- Nr. 6. Arie: „D’amor la face“ (Andante grazioso)
- Nr. 7. Duett: „Qui dolcemente spira“ (Larghetto)
- Nr. 8. Quartett: „Vi vengo a dire“ (Allegro non troppo)
- Nr. 9. Duett: „Zitto, zitto e chiotto, chiotto“ (Larghetto sostenuto)
- Nr. 10. Sextett: „Gente… gente… aita… aita!…“ (Allegro assai)

Dritter Akt
- Nr. 11. Terzett: „Reclamo e mi protesto“ (Allegro grazioso)
- Nr. 12. Duett: „Un palpito atroce“ (Andante espressivo)
- Nr. 13. Arie: „Io son dottor di legge“ (Allegro)
- Nr. 14. Arie: „Junfre pessime priccone“ (Larghetto sostenuto)
- Nr. 15. Arie: „Ah! mainer crudel furfante…“ (Andantino)
- Nr. 16. Quartett: „To qui, perfida!“ (Allegro)

Vierter Akt
- Nr. 17. Arie: „Le ragazze che son di vent’anni“ (Andante mosso)
- Nr. 18. Finale – Szene und Terzett: „Signori padroni“ (Allegretto)

## Werkgeschichte
Domenico Cimarosa komponierte seine „Commedia per musica“ Le astuzie femminili 1794 im Anschluss an seine Zeit als Wiener Hofkomponist für Neapel. Das Libretto stammt von Giuseppe Palomba, nicht, wie früher gelegentlich irrtümlich angenommen, von Pietro Metastasio. Die Autoren übernahmen mehr als ein Drittel von Text und Musik aus Cimarosas im Vorjahr in Wien aufgeführten Oper Amor rende sagace, dessen Libretto von Giovanni Bertati stammte.
Bei der Uraufführung am 26. August 1794 im Teatro dei Fiorentini in Neapel sangen Giovanna Codecasa (Bellina), Marianna Muraglia-Manzoni (Ersilia), Carlo Casaccia „Casacciello“ (Gianpaolo), Luigi Martinelli (Romualdo), Antonio Benelli (Filandro) und Luisa Negri (Leonora).
Die Oper hatte von Anfang an Erfolg und wurde in den folgenden Jahrzehnten auch außerhalb Italiens gespielt:
- 1794 Rom
- 1795 Florenz, Teatro della Pergola
- 1795 Genua, Teatro Sant’Agostino
- 1795 Messina, Teatro della Monizione
- 1795 Barcelona[4]
- 1796 Turin, Teatro d’Angennes
- 1796 Cremona, Teatro dell’Associazione
- 1796 Madrid, Teatro de los Caños del Peral
- 1797 Lissabon (Teatro de São Carlos)
- 1799 Berlin, deutsch von Karl Alexander Herklots[4]
- 1800 Venedig, Teatro San Giovanni Grisostomo
- 1802 Turin, Teatro d’Angennes, als Le furberie del bel sesso
- 1802 Paris[4]
- 1803 Mailand, Teatro alla Scala
- 1804 Dresden, Teatro Elettorale di Sassonia
- 1804? London, King’s Theatre
- 1804 Codogno, Teatro
- 1805 Cuneo, Teatro della Società
- 1806 Bologna, Teatro del Corso
- 1807 Bergamo, Teatro Riccardi
- 1808 Florenz, Teatro del Cocomero
- 1811 Rom, Teatro Valle
- 1819 Modena, Teatro Comunale

Dass das Werk nie vollständig in Vergessenheit geriet, belegen Aufführungen ab den 1870er Jahren:
- 1871 Neapel, Teatro Filarmonico, Text bearbeitet von Enrico Golisciani, Rezitative von Cesare Rossi[4]
- 1871 Bologna, Teatro Brunetti
- 1871 Florenz, Teatro degli Arrischiati
- 1871 London, Covent Garden
- 1874 Paris[4]
- 1878 Rom, Teatro Capranica
- 1893 Florenz, Teatro Niccolini
- 1893 Neapel, Quartetto[8]

Eine freie Bearbeitung schuf Ottorino Respighi für die Ballets Russes von Sergei Djagilew. Vermutlich war die Tanzdarbietung im letzten Bild Anlass für die Wahl dieser Oper. Diese Fassung wurde erstmals am 27. Mai 1920 unter dem Dirigenten Ernest Ansermet an der Pariser Oper gezeigt. Die Inszenierung und Choreografie stammten von Léonide Massine, die Ausstattung von Josep Maria Sert. Sie wurde 1920 auch am Covent Garden in London gezeigt, 1921 in Neapel und Rom sowie 1923 in Monte Carlo. 1939 stand sie auf dem Programm des Maggio Musicale Fiorentino.
Eine weitere Wiederentdeckung erfuhr Cimarosas Oper 1959 in Neapel unter dem Dirigenten Mario Rossi. Gespielt wurde eine dreiaktige Fassung von Barbara Giuranna. Ein Mono-Mitschnitt wurde auf Tonträger veröffentlicht.:3069  Es folgten weitere Produktionen:
- 1960 Mailand, Piccola Scala; Dirigent: Nino Sanzogno, Inszenierung: Franco Zeffirelli; Bellina: Graziella Sciutti, Filandro: Luigi Alva[2]
- 1961 Köln[9]
- 1961 Wiener Kammeroper[9]
- 1974 Neapel, Teatro Mediterraneo; Dirigent: Franco Caracciolo, Regie: Luca Ronconi[11]
- 1974 Neuburger Kammeroper als Weiberlist; Dirigent: Georg Zettel, Inszenierung: Horst Vladar[12]
- 1984 Wexford Festival Opera; Dirigent: Gyorgy Fischer, Regie: Andy Hinds[13]
- 1984 Martina Franca, Festival della Valle d’Itria[10]:3070
- 1987 Palermo, Teatro Massimo; auch 1988 und 1993[5]
- 1987 Messina, Accademia Filharmonica[5]
- 1988 Festival del Fermo[5]
- 1996 Ferrara, Teatro Comunale[5]
- 2022 The Warden’s Garden, New College, Oxford – Produktion der New Chamber Opera[14]

Das Autograph der Partitur ist in der Bibliothek des Conservatorio San Pietro a Majella in Neapel überliefert. Klavierauszüge erschienen um 1871 bei Cottrai in Neapel, 1874 bei Escudier in Paris und 1939 bei Ricordi (Fassung von Ottorino Respighi).

## Aufnahmen
- 25. September 1959 – Mario Rossi (Dirigent), Orchestra „Alessandro Scarlatti“ della RAI di Napoli.
 Graziella Sciutti (Bellina), Renata Mattioli (Ersilia), Sesto Bruscantini (Don Gianpaolo), Franco Calabrese (Don Romualdo), Luigi Alva (Filandro), Anna Maria Rota (Leonora).
 Live, konzertant aus Neapel; dreiaktige Fassung von Barbara Giuranna.
 Nuova Era CD: 4285/6 (2 CDs), Voce LP: Voce-42.[10]:3069
- 1974 – Franco Caracciolo (Dirigent), Luca Ronconi (Regie), Gae Aulenti (Bühne und Kostüme), Orchestra „Alessandro Scarlatti“ della RAI di Napoli.
 Daniela Mazzucato Meneghini (Bellina), Mariella Adani (Ersilia), Giorgio Tadeo (Don Gianpaolo), Alberto Rinaldi (Don Romualdo), Ernesto Palacio (Filandro), Bianca Maria Casoni (Leonora).
 Video; live aus dem Teatro Mediterraneo di Napoli.
 Fernsehübertragung auf Rai 5.[11]
- 3. August 1984 – Massimo de Bernart (Dirigent), Orchestra del Festival di Martina Franca.
 Daniela Dessì (Bellina), Adele Cossi (Ersilia), Nelson Portella (Don Gianpaolo), Simone Alaimo (Don Romualdo), Michele Farruggia (Filandro), Petra Malakova (Leonora).
 Live aus Martina Franca; dreiaktige Fassung von Barbara Giuranna.
 Fonit Cetra CD: CDC 83, Warner Fonit 8573-83528-2 (2 CDs).[10]:3070
- 1996 – Marco Balderi (Dirigent), Orchestra da camera di Milano.
 Barbara Lavarian (Sopran), Guillermo Dominguez (Tenor), Francesco Facini (Tenor), Giovanni Guerini (Bass), Amelia Scardellato, Nadia Sturlese.
 Fassung von Ottorino Respighi.
 La Bottega Discantica 3610150680976.[15]

## Digitalisate
- Le astuzie femminili: Noten und Audiodateien im International Music Score Library Project
- Klavierauszug. Edoardo Sonzogno, Mailand 1874. Digitalisat im Internet Archive
- Klavierauszug von G. M. A. Pagano. T. Cottrau, Neapel 1871. Digitalisat bei Google Books
- Le astuzie femminili. Libretto (italienisch), Neapel 1794. Digitalisat im Corago-Informationssystem der Universität Bologna
- Weiberlist. Libretto (italienisch/deutsch), Dresden 1804. Digitalisat der Library of Congress
- Arien und Gesänge aus Weiberlist. Libretto (deutsch), Königsberg, 1806. Digitalisat der Library of Congress, freie Übersetzung von Karl Alexander Herklots